# Мельничук Олександр Сергійович
Олекса́ндр Сергі́йович Мельничу́к — капітан Збройних сил України, учасник російсько-української війни.
Станом на березень 2017-го — начальник відділу, Головне управління військового співробітництва та миротворчих операцій.

## Нагороди
19 липня 2014 року — за особисту мужність і героїзм, виявлені у захисті державного суверенітету та територіальної цілісності України, вірність військовій присязі під час російсько-української війни, відзначений — нагороджений орденом Богдана Хмельницького III ступеня.